# Johann Heinrich von Thünen-Institut

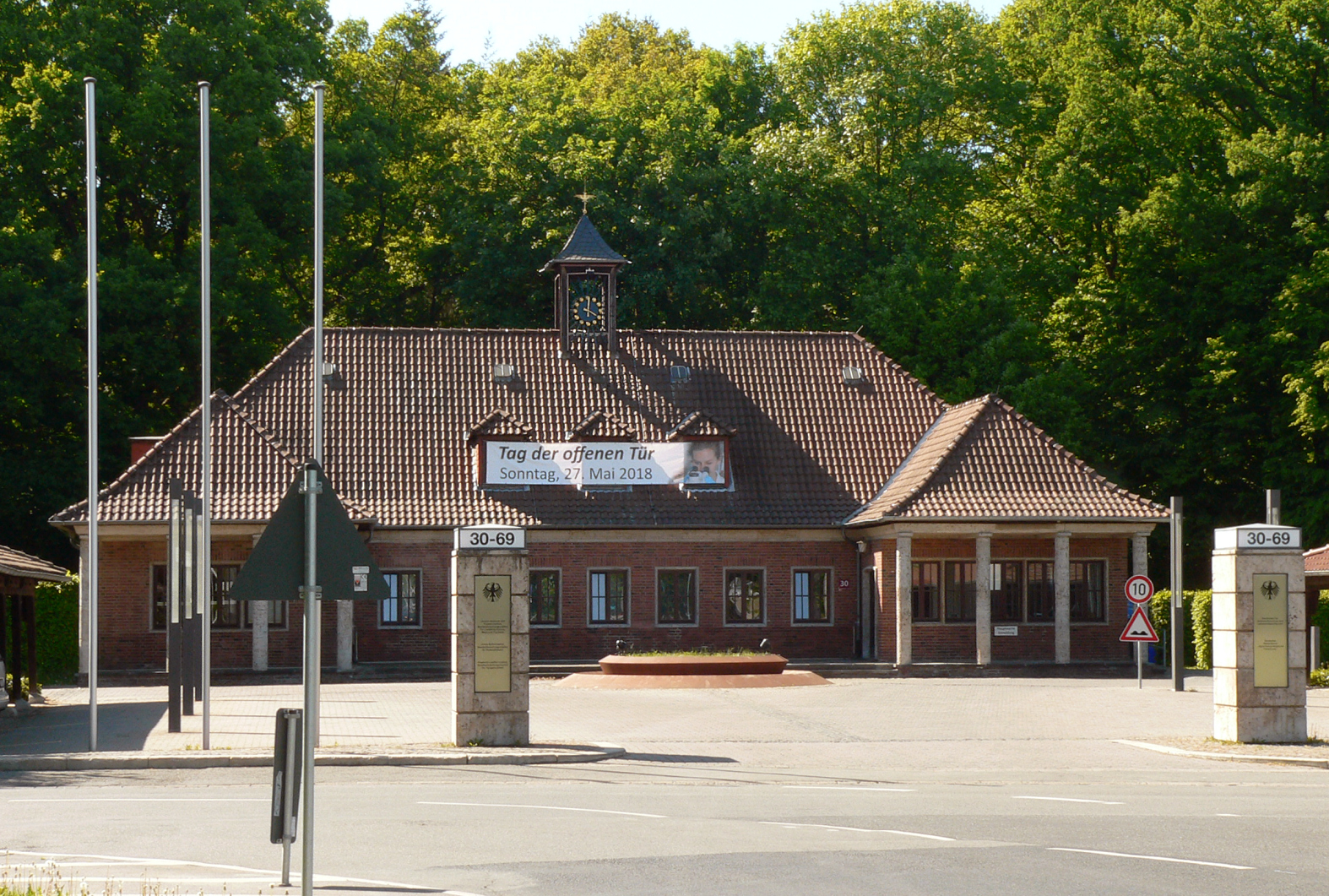
Thünen-Institut in Braunschweig

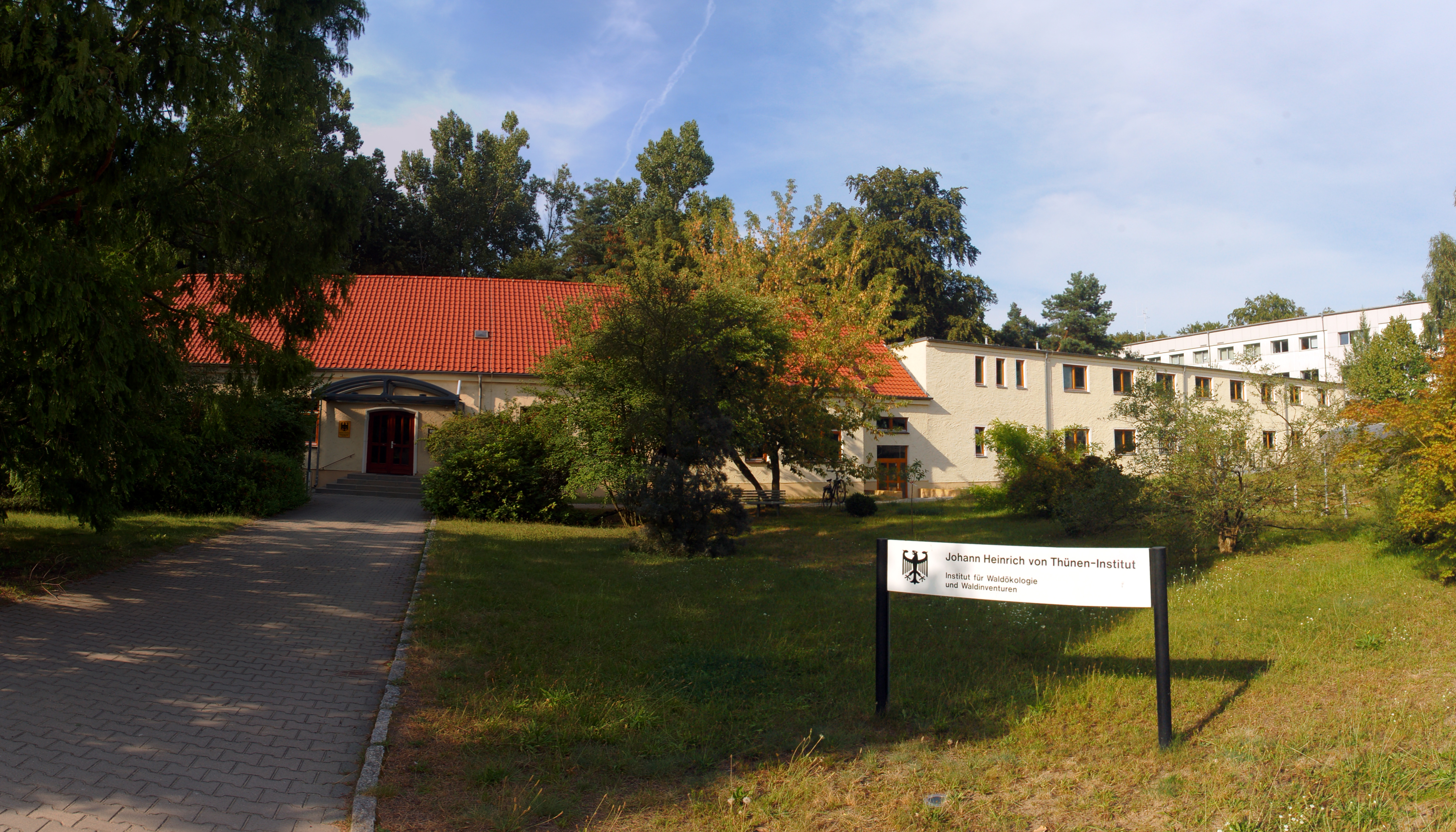
Thünen-Institut für Waldökosysteme, Außenstelle Eberswalde

Das Thünen-Institut (vollständiger amtlicher Name: Johann Heinrich von Thünen-Institut, Bundesforschungsinstitut für Ländliche Räume, Wald und Fischerei) ist eine bundesunmittelbare, nicht rechtsfähige Anstalt des öffentlichen Rechts und Bundesoberbehörde im Geschäftsbereich des Bundesministeriums für Landwirtschaft, Ernährung und Heimat  (BMLEH) mit Hauptsitz in Braunschweig. Es wurde zum 1. Januar 2008 aus der Bundesforschungsanstalt für Fischerei (BFAFi), der Bundesforschungsanstalt für Forst- und Holzwirtschaft (BFH) und aus Teilen der Bundesforschungsanstalt für Landwirtschaft (FAL) errichtet. Das Institut ist nach dem Ökonomen und Agrarwissenschaftler Johann Heinrich von Thünen benannt.
Das Institut forscht fachgebietsübergreifend mit dem Ziel der nachhaltigen Weiterentwicklung der ländlichen Räume, der Land-, Forst- und Holzwirtschaft sowie der Fischerei. Dabei bezieht es sozioökonomische, ökologische und technologische Aspekte ein.
Das Institut erarbeitet als Ressortforschungseinrichtung wissenschaftliche Grundlagen als Entscheidungshilfe für die Politik der Bundesregierung. Das Thünen-Institut ist Mitglied der Arbeitsgemeinschaft der Ressortforschungseinrichtungen.
Gründungspräsident war von 2008 bis 2009 Carsten Thoroe. Von 2009 bis 2025 war Folkhard Isermeyer der Präsident. Mit Wirkung vom 1. Februar 2025 wurde Birgit Kleinschmit zur Präsidentin ernannt.
Es verfügt nach dem Haushaltsplan 2021 über rund 606 Planstellen und Stellen. Dazu kommen Drittmittelstellen in wechselndem Ausmaß (rund 250 Vollzeitstellen am 31. Dezember 2020). Das Bundesforschungsinstitut gliedert sich in 15 Fachinstitute:
- Institut für Lebensverhältnisse in ländlichen Räumen (Sitz: Braunschweig)
- Institut für Innovation und Wertschöpfung in ländlichen Räumen (Sitz: Braunschweig)
- Institut für Betriebswirtschaft (Sitz: Braunschweig)
- Institut für Marktanalyse (Sitz: Braunschweig)
- Institut für Agrartechnologie (Sitz: Braunschweig)
- Institut für Biodiversität (Sitz: Braunschweig)
- Institut für Agrarklimaschutz (Sitz: Braunschweig)
- Institut für Ökologischen Landbau (Sitz: Westerau-Trenthorst, Gut Trenthorst)
- Institut für Holzforschung (Sitz: Hamburg-Lohbrügge)
- Institut für Waldwirtschaft (Sitz: Hamburg-Lohbrügge)
- Institut für Waldökosysteme (Sitz: Eberswalde)
- Institut für Forstgenetik (Sitz: Großhansdorf, Arboretum Tannenhöft, und Waldsieversdorf)
- Institut für Seefischerei (Sitz: Bremerhaven)
- Institut für Fischereiökologie (Sitz: Bremerhaven)
- Institut für Ostseefischerei (Sitz: Rostock)

Die beiden Institute für Lebensverhältnisse in ländlichen Räumen und für Innovation und Wertschöpfung in ländlichen Räumen sind zum 1. Dezember 2021 aus dem bisherigen Institut für Ländliche Räume hervorgegangen. Die beiden Institute für Seefischerei und für Fischereiökologie, zuvor in Hamburg-Altona ansässig, haben 2018 einen Neubau in Bremerhaven im Fischereihafen bezogen. Das Gebäude entstand nach Plänen des Büro Staab (Bremer BDA-Preis 2018).